# Briareus
În mitologia greacă, Briareus sau Briareu a fost unul dintre Hecatonchiri, monstru cu o sută de brațe și cincizeci de capete. Tatăl său era Uranus, iar mama sa Gaia. După o veche legendă, Aegaeon, numit și Briareus, împreună cu frații săi, Gyges și Cottus, ar fi venit în ajutorul lui Zeus în lupta acestuia cu titanii. 
1. ↑  titanomahie[*] Verificați valoarea |titlelink= (ajutor)
2. ↑  Teogonia